# Ганин, Кирилл
Кирилл Ганин (настоящее имя Сергей Сергеевич Ганин; 8 марта 1967, Москва — 21 мая 2019, Москва) — российский режиссёр, художественный руководитель и директор Московского концептуального театра Кирилла Ганина, председатель политической партии «Россия без мракобесия». Постановки Ганина расцениваются как эротические или порнографические.

## Биография
Родился 8 марта 1967 года Москве.

## Творческая деятельность
29 мая 1994 года Кирилл Ганин показал свой первый спектакль «За закрытыми дверями» по пьесе Ж.-П. Сартра. Премьера прошла в помещении Московского Еврейского театра «Шалом». Этот день считается днём рождения Московского концептуального театра Кирилла Ганина. На третьем показе пьесы, 10 июля 1994 года, Кирилла Ганина за постановку пьесы арестовали по статье 228 УК РФ. Во время пребывания под стражей прошёл медэкспертизу в НИИ имени Сербского на предмет вменяемости. Был признан вменяемым. 31 декабря 1994 года Кирилл Ганин был выпущен на свободу под подписку о невыезде.
В 1995 году театр под руководством Кирилла Ганина возобновил свою работу. Спектакли ставились как по пьесам самого Кирилла Ганина, так и по классическим произведениям. Во многие постановки по ходу действия вовлекались сами зрители и становились не только зрителями, но и частью актёрской труппы.
Многие постановки Кирилла Ганина по классическим произведениям вызывали протесты наследников авторских прав и ряда депутатов Государственной Думы.
В 1999 году на режиссёра Ганина, за постановку им спектакля «Мастер и Маргарита», в суд подал наследник писателя Михаила Булгакова Сергей Шиловский. Суд выиграл режиссёр.
В 2003 году по факту постановки пьесы Кирилла Ганина «Ленин в сексе», с требованием к министру внутренних дел РФ посадить режиссёра, а театр распустить, обратились депутаты Николай Губенко и Елена Драпеко. После разбирательства заявление осталось без удовлетворения.

В 2005 году Кирилл Ганин подал в суд на издательство «Эксмо» и писательницу Дарью Донцову, усмотрев в одном из эпизодов книги «Дантисты тоже плачут», изданной в 2003 году, подрыв своей деловой и творческой репутации. Один из героев произведения, полковник милиции, произносит фразу, которая и послужила поводом для судебного иска: 
Это заведение имеет статус театра. Так же, как театр Кирилла Ганина. Откровенная порнография. Но сделать ничего не можем.
 В 2004 году режиссёр в ответ на цитату писательницы создал спектакль «Дарья Донцова. Эротическая фантазия про театр Ганина». После премьеры спектакля представители издательства предложили компромиссный вариант — режиссёр прекращает показы этого спектакля, а издательство удаляет фразу из следующего издания книги. Так как вариант не устроил Ганина, досудебного урегулирования не произошло. Суд, рассмотрев все стороны этого дела, в иске режиссёру отказал.
В том же 2005 году выразил своё отношение к выборам в Московскую городскую Думу, устроив предвыборную акцию в ночном клубе, после которой попытался собрать подписи под своей предвыборной петицией. Свою акцию он объяснил тем, что в предвыборной кампании слишком мало грязи, она внутри и он хочет вывести её на поверхность.
В марте 2006 года Кирилл Ганин стал инициатором Фестиваля, заявленной целью которого являлся показ жестокости диктаторов. Ганин за 45 минут в своей пьесе «Опустите Милошевича» не только показал жизнь диктатора, но и увязал его жестокость с сексуальной неудовлетворённостью.
В феврале 2014 года обратился к руководству Департамента культуры Москвы с предложением «создания государственного театра, пропагандирующего светские семейные ценности и любовь к Родине».
Скончался 21 мая 2019 года в московской больнице. Прах захоронен на Калитниковском кладбище.

## Политическая деятельность
Кирилл Ганин возглавлял политическую партию «Россия без мракобесия», зарегистрированную в Министерстве Юстиции РФ 4 апреля 2012 года.
14 октября 2012 года партия провела митинг, участники которого осудили попытки изменения школьных программ в сторону углублённого изучения библейских воззрений в ущерб изучению науки.
На состоявшейся 25 октября 2012 года пресс-конференции Кирилл Ганин предостерёг президента РФ Владимира Путина от чрезмерного сближения с РПЦ:
Патриарх Кирилл может стать Распутиным нашего времени. Путин просто не понимает, в какую опасную игру втягивает его РПЦ. Если он даст политическую власть церкви, то уже никогда не сможет отнять её обратно: РПЦ – это вам не либеральная оппозиция, а Кирилл с Чаплиным – это не безобидные Немцов с Рыжковым!
В декабре 2016 года Ганин заявил, что «атеизм это и есть мракобесие», а атеисты — «человеческое дерьмо».

## Критика
Критики оценивают спектакли Ганина, несмотря на обнажённую натуру и мат, «предсказуемыми, как детский утренник, и утомительными, как партсобрание», отмечая что половина зрителей «с облегчением» уходит с середины спектакля. Вадим Нестеров отмечает, что анонсы спектаклей Ганина вводят зрителей в заблуждение, выдавая «нудение» за мюзиклы, и что в спектаклях Ганина сложно найти что-то, кроме обнажённой натуры. В спектакле «Узники секса» — о событиях в тюрьме «Абу-Грейб» в Ираке — в качестве узников «Абу-Грейб» приглашаются зрители из зала, где с ними проделывают известные по скандалу процедуры. Сам Ганин объясняет это так: «Только на себе прочувствовав унижение, человек не будет унижать другого». Однако Вера Щирова в «Новых Известиях» приходит к выводу, что, рассчитывая получить удовольствие, на самом деле эти зрители прилюдно унижаются. Сами спектакли Щирова расценивает как «оргию». Шураев и Данилов видят в постановке Ганиным «Алисы в Стране Чудес» проявление тенденции вульгаризации и сексизма в современной российской культуре.